# 黒崎政男
黒崎 政男（くろさき まさお、1954年11月3日 - ）は、日本の哲学者。東京女子大学名誉教授。
東大在学中に、のちの妻、歌人・ファンタジー小説家の井辻朱美と出会う。東大大学院哲学専攻博士課程修了。専門はカント哲学。古典的な認識論研究を主軸に、人工知能、電子メディア、生命倫理など、デジタル化された現代社会の諸問題を考察。骨董コレクションを紹介しながら時間や美を論じる『哲学者クロサキの哲学する骨董』(2011年)など、哲学的随想も好評を博す。

## 人物
宮城県仙台市生まれ。1979年東京大学文学部哲学科卒。1984年、同大学院博士課程単位取得満期退学。在学中にオーケストラでのちに妻となる井辻朱美と出会う。後に井辻や林あまりとともに短歌同人誌「かばん」の創刊に参画する。東京女子大学現代教養学部人文学科哲学専攻教授。カントが専門だが、コンピューターにも詳しく多様な主題で著作をなす。

## 主張
二十一世紀はデジタル・テクノロジーによるパノプティコン(一望監視装置)の時代である。二十世紀まで人間は意志を持つ主体的な存在と考えられていたが、現在では、デジタルの眼によって蓄積されたデータベースとしての存在となった。デジタルの眼は<私>を身体＝モノとして捉え、人間を管理・監視する。そして、そこでの権力は特定の個人にあるのではなく、すべての人間がデジタルの眼によって支配されているのである。

## 著書
- 『哲学者はアンドロイドの夢を見たか 人工知能の哲学』（哲学書房、1987年）
- 『ミネルヴァのふくろうは世紀末を飛ぶ テクノロジーと哲学の現在』（弘文堂、1991年）
- 『哲学者クロサキのMS-DOSは思考の道具だ』（アスキー、1993年）
- 『カオス系の暗礁めぐる哲学の魚』（NTT出版、1997年）
- 『となりのアンドロイド 哲学者クロサキの憂鬱』（日本放送出版協会、1998年）
- 『カント『純粋理性批判』入門』（講談社選書メチエ、2000年）
- 『哲学者クロサキの写真論』（晶文社、2001年）
- 『デジタルを哲学する 時代のテンポに翻弄される〈私〉』（PHP新書、2002年）
- 『身体にきく哲学』（NTT出版、2005年）
- 『哲学者クロサキの哲学する骨董』（淡交社、2012年）
- 『今を生きるための哲学的思考』（日本実業出版社、2012年）
- 『哲学者クロサキの 哲学超入門』平凡社新書 2016

### 共編著
- 『カント事典』有福孝岳,坂部恵編集顧問 石川文康,大橋容一郎,中島義道,福谷茂,牧野英二と編集委員 弘文堂 1997
- 『サイエンス・パラダイムの潮流 複雑系の基底を探る』（編集/ 丸善ライブラリー、1997年）
- 『哲学者クロサキと工学者アイハラの神はカオスに宿りたもう』（合原一幸、高橋純共著 / アスキー、1999年）
- 『ワインは時を語る アート、ビジネス、思想をめぐる6つの対話』（井関利明との対談 / 丸善、2001年）
- 『岡倉天心 茶の本 何が〈和〉でないか』叢書＝精神史（岡倉天心著、村岡博訳 / 哲学書房、2006年）
- 『形而上学の可能性を求めて - 山本信の哲学』（共編著 / 工作舎、2012年、ISBN 978-4-87502-447-7）

### 翻訳
- ヒューバート・L.ドレイファス『コンピュータには何ができないか 哲学的人工知能批判』（村若修共訳 / 産業図書、1992年）
- ジェイ・デイヴィッド・ボルター『ライティングスペース 電子テキスト時代のエクリチュール』（産業図書、1994年）

## メディア出演
- ETV特集「頭脳を持った機械」（NHK教育テレビ、1995年4月17日）
- 未来潮流「機械に心はやどるのか」（NHK教育テレビ、1997年10月18日）
- ETV2000「世紀を超えて」を読む（NHK教育テレビ、2000年11月30日）
- サイエンスアイ「人とともに暮らすロボット」（NHK教育テレビ、2001年3月3日）
- サイエンスZERO（NHK教育テレビ、2003年4月 - 2012年12月）コメンテーター
- 熱中時間 忙中"趣味"あり（NHK-BS2、2004年4月 - 2010年3月）レギュラー出演
- スタジオパークからこんにちは（NHK総合テレビ、2004年4月23日）
- カシャッと一句!フォト575（NHK-BS2、2010年11月 - 2012年1月）審査員
- 午後のまりやーじゅ（NHKラジオ第1、2013年4月1日 - 2015年3月10日）火曜パーソナリティ
- クローズアップ現代「そのパソコンを遺して死ねますか? ～デジタル時代の新たな“遺品”～」（NHK総合テレビ、2015年6月16日）
- NHK短歌 題「数」 選者:松村由利子 (NHK教育テレビ 2018年11月18日)[2]
- 教授の大みそか～蓄音機＆ＳＰレコード特集～（NHKラジオ第1、2006年-2018年)